# Кагаров, Эркен Медатович
Эркен Медатович Кагаров (род. 6 апреля 1966 года в Ташкенте, Узбекская ССР, СССР) — российский дизайнер, художественный руководитель Пермского центра развития дизайна (2011—2012), арт-директор студии Артемия Лебедева.

## Биография
Родился в городе Ташкент, в семье художников (отец Медат Айтохунович Кагаров). Закончил институт искусств в 1992 году и переехал в Москву.  
Первое  место работы в сфере дизайна — рекламное агентство «Гратис». В 1994 году  основал студию Imadesign, в 1999 году стал руководителем творческого отделения Высшей академической школы графического дизайна.  
С 2011 по 2012 год возглавлял  Пермский центра развития дизайна. С 2012 года арт-директор Студии Артемия Лебедева. 
Является членом Московского союза художников, Союза дизайнеров России и членом художественного совета при Архсовете Москомархитектуры.